# Chrysosplenium sedakowii
Chrysosplenium sedakowii är en stenbräckeväxtart som beskrevs av Porphir Kiril Nicolai Stepanowitsch Turczaninow. Chrysosplenium sedakowii ingår i släktet gullpudror, och familjen stenbräckeväxter. Inga underarter finns listade i Catalogue of Life.